# Happy New Millennium
Singles de Ami Suzuki
Our Days
(1999) Don't Need to Say Good Bye
(2000)
Happy New Millennium, écrit en majuscules HAPPY NEW MILLENNIUM, est le 9e single de Ami Suzuki, sorti fin 1999 à l'occasion du passage en l'an 2000.

## Présentation
Le single sort le 22 décembre 1999 au Japon sous le label True Kiss Disc de Sony Music Japan, coécrit et produit par Tetsuya Komuro. Il ne sort que trois mois après le précédent, le tube Our Days. Il atteint la 2e place du classement de l'Oricon. Il se vend à 302 640 exemplaires la première semaine, et reste classé pendant 5 semaines, pour un total de 364 000 exemplaires vendus.
La chanson-titre a été utilisée comme thème musical pour une campagne publicitaire pour le produit Professional Style de la marque Kanebo, comme celle du précédent single Our Days. Le disque contient exceptionnellement deux autres chansons, en plus de la version instrumentale, dont la version longue de Rain of Tears, déjà parue dans sa version courte publicitaire sur le précédent single Our Days. La chanson-titre figurera l'année suivante, dans une version remixée, sur le deuxième album de la chanteuse, Infinity Eighteen Vol.1, de même que la troisième chanson Winter Buzz, puis dans sa version originale sur sa compilation FUN for FAN de 2001.

## Liste des titres
| 1. | Happy New Millenium (HAPPY NEW MILLENNIUM)  | Ami Suzuki & Takahiro Maeda | TK / TK, Cozy Kubo, Chuken Kobo   | 4:11 |
| 2. | Rain of Tears                               | Mitsuko Komuro              | TK & Kubo / TK, Kubo, Chuken Kobo | 4:24 |
| 3. | Winter Buzz                                 | Ami Suzuki & Takahiro Maeda | Cozy Kubo / Kubo & Chuken Kobo    | 3:48 |
| 4. | Happy New Millenium (TV Mix) (instrumental) |                             | TK / TK, Cozy Kubo, Chuken Kobo   | 4:11 |